# Josefine Soppa
Josefine Soppa (* 1988 in Oberhausen) ist eine deutsche Autorin. Sie lebt in Berlin und veröffentlichte 2023 ihr Debüt, den Roman Mirmar, sowie zahlreiche preisgekrönte Kurztexte.

## Leben
Josefine Soppa studierte Philosophie der Künste und Medien an den Universitäten Dresden und Hildesheim. Derzeit lebt sie als freie Autorin in Berlin.

## Wirken
Soppa ist bekannt für ihre präzise, atmosphärisch dichte Darstellung prekären Alltags, insbesondere im Fokus auf weibliche Fürsorgebeziehungen. Ihr Debütroman Mirmar (2023) erhielt breite Aufmerksamkeit im Feuilleton. Die Zeit lobte die konkret und anschaulich nüchterne Schilderung digitaler Gelegenheitsjobs und die subtil eingewobene Vision einer feministischen Utopie am Meer.
Mit Klick Klack, der Bergfrau erwacht (2025) erweitert Soppa ihre literarische Auseinandersetzung um Fragen von Sprachverlust, KI und Erschöpfung in Sorgebeziehungen. Für den gleichnamigen Essay gewann sie den Wortmeldungen Literaturpreis 2025.

## Auszeichnungen
- 2020: Preis für Prosa beim open mike (Literaturwettbewerb des Haus für Poesie)[5]
- 2021: Stipendium der Jürgen‑Ponto‑Stiftung
- 2023: Förderpreis Literatur des Landes Nordrhein‑Westfalen
- 2025: Wortmeldungen-Literaturpreis für Klick Klack, der Bergfrau erwacht[4][6]

## Werk
- 2023: Mirmar (Roman, Debüt; Aufbau Verlag)
- 2025: Klick Klack, der Bergfrau erwacht (Essay/Kurztext; Verbrecher Verlag)